# David Broukal
David Broukal (* 16. března 1996, Česko) je český fotbalový obránce, který od roku 2024 působí v týmu FK Viktoria Žižkov.

## Život
Fotbalově vyrůstal nejdříve v Bohemians a následně v pražské Slavii, zde nastupoval za B tým. Poté přestoupil do FK Radotín a za dva roky do Vlašimi. V roce 2022 byl na zkoušce v týmu SK Dynamo České Budějovice. Zde uspěl a podepsal zde smlouvu. V únoru 2024 odešel na hostování do FK Viktoria Žižkov, po hostování zde přestoupil natrvalo.